# Morningrise
Morningrise je drugi studijski album švedskog metal-sastava Opeth. Diskografska kuća Candlelight Records objavila ga je 24. lipnja 1996. u Europi, a godinu dana poslije u Sjedinjenim Državama objavio ga je Century Black. Posljednji je album skupine kojem je producent Dan Swanö i na kojem su svirali bubnjar Anders Nordin i basist Johan De Farfalla.

## Snimanje i produkcija
Nakon turneje članovi grupe vratili su se kući i počeli održavati česte probe, nakon čega su još jednom ušli u studio Unisound da bi snimili album. Morningrise je snimljen u studiju Unisound u Örebru; tijekom snimanja članovi sastava odsjeli su u kući obitelji djevojke Petera Lindgrena. Kao što je bio slučaj s prijašnjim albumom Orchid, za produkciju i miksanje uratka zaslužni su Dan Swanö i skupina. Posljednji je Opethov uradak u čijem je snimanju sudjelovao Swanö. Također je posljednji album skupine na kojem su svirali Johan De Farfalla i Anders Nordin.
Budući da je objava prethodnog uratka Orchid bila odgođena na neko vrijeme, do njegove je objave skupina već napisala veći dio pjesama za Morningrise. Iako su određeni temelji pjesama osmišljeni još 1991., Mikael Åkerfeldt izjavio je da su "pjesme koje su napisali zvučale svježe". Tijekom rada na albumu Åkerfeldt i Nordin skladali su instrumentalnu pjesmu, no nisu je stigli snimiti zbog manjka vremena.
Na uratku se nalazi najdulja Opethova pjesma "Black Rose Immortal", koja traje 20 minuta i 14 sekundi.

## Omot albuma
Åkerfeldt je izjavio da je Candlelightov predsjednik otišao na odmor u engleski grad Bath, iz kojeg je Åkerfeldtu poslao razglednicu s istom slikom koja se nalazi na naslovnici, ali u boji. Na toj je slici prikazan paladijanski most iz Prior Parka. Prvo je izdanje albuma objavljeno bez Opethova logotipa na naslovnici.

## Glazbeni stil i tekstovi pjesama
Kao što je bio slučaj s prethodnim albumom Orchid, na Morningriseu se nalaze pjesme nadahnute progresivnim rockom, narodnom glazbom, black metalom i death metalom, no prisutno je više čistih vokala nego na prijašnjem uratku. Usprkos tomu Murat Batmaz iz časopisa Sea of Tranquility izjavio je da pjesma "Black Rose Immortal" "završava jednim od Akerfeldtovih najagresivnijih i najduljih vriskova njegove karijere s kojim se mogu usporediti samo njegovi gostujući vokali na albumu Crimson Edge of Sanityja" i da je Opeth stvorio "mračnu atmosferu na tom jednostavno jedinstvenu albumu." Međutim, William York iz AllMusica izjavio je da je "Morningrise, barem što se metala tiče, vjerojatno najblaži [Opethov] album".
Åkerfeldt je izjavio da su mu nakon objave albuma dosadili tadašnji glazbeni stil i skupine koje su ga preuzele, zbog čega su mu određeni dijelovi albuma postali "neslušljivi", pa je odlučio promijeniti Opethov glazbeni stil na idućem albumu My Arms, Your Hearse.
Pjesma "The Night and the Silent Water" govori o Åkerfeldtovu djedu koji je umro nešto prije početka snimanja albuma. "To Bid You Farewell", posljednja pjesma na uratku, u vrijeme objave istaknula se po tome što nije bila žestoka i jer je bila snimljena bez grubih vokala. Na uratku se nalazi i najdulja Opethova pjesma "Black Rose Immortal", koja traje više od 20 minuta. "Eternal Soul Torture", dodatna pjesma na reizdanju, zapravo je demosnimka snimljena 1992. i sadrži dijelove koji su naknadno uklopljeni u pjesmu "Advent".

## Popis pjesama
Tekstovi: Mikael Åkerfeldt, glazba: Åkerfeldt, Peter Lindgren.
| 1.    | »Advent«                         | 13:45 |
| 2.    | »The Night and the Silent Water« | 10:58 |
| 3.    | »Nectar«                         | 10:09 |
| 4.    | »Black Rose Immortal«            | 20:14 |
| 5.    | »To Bid You Farewell«            | 10:56 |
| 66:02 |                                  |       |

| Dodatna pjesma s reizdane inačice albuma | Dodatna pjesma s reizdane inačice albuma | Dodatna pjesma s reizdane inačice albuma | Dodatna pjesma s reizdane inačice albuma | Dodatna pjesma s reizdane inačice albuma | Dodatna pjesma s reizdane inačice albuma | Dodatna pjesma s reizdane inačice albuma | Dodatna pjesma s reizdane inačice albuma | Dodatna pjesma s reizdane inačice albuma | Dodatna pjesma s reizdane inačice albuma |
| Br.                                      | Skladba                                  | Tekstopisac                              | Skladatelj                               | Trajanje                                 |                                          |                                          |                                          |                                          |                                          |
| ---------------------------------------- | ---------------------------------------- | ---------------------------------------- | ---------------------------------------- | ---------------------------------------- | ---------------------------------------- | ---------------------------------------- | ---------------------------------------- | ---------------------------------------- | ---------------------------------------- |
| 6.                                       | »Eternal Soul Torture«                   | David Isberg                             | Åkerfeldt, Lindgren                      | 8:35                                     |                                          |                                          |                                          |                                          |                                          |
| 74:37                                    |                                          |                                          |                                          |                                          |                                          |                                          |                                          |                                          |                                          |

## Recenzije
Uradak je dobio uglavnom pozitivne kritike. Vincent Eldefors iz Tartarean Desirea dodijelio mu je devet od deset bodova i izjavio je: "[Č]im sam čuo svoju prvu Opethovu pjesmu 'To Bid You Farewell' ... to mi je postao jedan od najdražih sastava". John Chedsey iz Satan Stole My Teddybeara komentirao je da je "Dan Swanö pomogao u snimanju ovog epskog djela" i dodao da "pjesme općenito teku jedne u druge, ali da zasebno nisu odmah upečatljive. Dvije gitare odlično surađuju i stvaraju odlične melodije, a često prelaze i u vrlo ukusnu akustičnu atmosferu. Smatram da je na gitari teško skladati zamršene pjesme koje potpuno plijene slušateljevu pozornost, no Opethu to uspijeva." Murat Batmaz iz Sea of Tranquilityja dodijelio mu je pet od pet zvjezdica i napisao je da su "melodije na pjesmi ["Advent"] i ostatku albuma vječne". Također je dodao: "Iako mi se više sviđa sadašnja postava, ne bih rekao da bi Morningrise bio tako odličan bez zahvata Johana De Farfalle i Andersa Nordina. Obojica tijekom sviranja upotrebljavaju suptilne džez-harmonije i tako obogaćuju psihodelične dijelove albuma." Pohvalio je i gitarske rifove na albumu; komentirao je da je "gotovo šokantno koliko božanskih rifova Opeth upotrebljava u pjesmama. Doslovno iskorištavaju na desetke rifova i neusporedivih melodija koji se mijenjaju u jednoj pjesmi – ostalim bi skupinama to vrlo vjerojatno dovoljno materijala za dva cjelovita albuma". Naposljetku je izjavio da je pjesma "Black Rose Immortal" "magnum opus".
William York iz AllMusica dodijelio mu je četiri zvjezdice od njih pet i izjavio je da bi se "pjesme mogle najbolje opisati minijaturnim audiofilmovima". Christian Renner iz Metal Crypta dodijelio mu je četiri i pol zvjezdice od njih pet i izjavio je da je to "općenito govoreći još jedan izvrstan album vrijedan iznimno velike pohvale; ono što bi bilo remek-djelo većine drugih sastava na kraju je samo još jedan odličan album genijalnog Opetha". Jim Raggi iz Lamentations of the Flame Princessa izjavio je da je "to i dalje najsavršeniji album ikad snimljen". Komentirao je i da je zbog "intimnije naravi tekstova na Morningriseu taj album također intenzivniji od priča na idućim uradcima. Nevjerojatno je kako se sve promijenilo nakon ovog albuma. Postava, stil, tekstovi ... Opeth nikad nije objavio album koji nije izvrstan, ali objavio je samo jedan savršen album." Drew Snow iz internetskog časopisa Chronicles of Chaos dodijelio mu je osam od deset bodova i izjavio je da su pjesme "melodične i dobro odsvirane, a prate ih odlični vokali i pokoja gitarska solodionica". Međutim, dodao je "možda jednostavno nisam u kontaktu s akustičnim djetetom u sebi, ali akustičnih je dionica previše i brzo zastarijevaju."

## Zasluge
| Opeth - Mikael Åkerfeldt – vokali, gitara - Peter Lindgren – gitara - Johan DeFarfalla – bas-gitara - Anders Nordin – bubnjevi, udaraljke | - Dan Swanö – produkcija, tonska obrada - Peter in de Betou – masteriranje - Tuija Lindström – fotografija (naslovnica) - Lennart Kaltea – fotografija (knjižica albuma) - Tom Martinsen – omot albuma - Timo Ketola – logotip |